# Открытый чемпионат Далласа по теннису
Открытый чемпионат Далласа (англ. Dallas Open) — мужской профессиональный теннисный турнир, проводимый в феврале в Далласе (США) на закрытых хардовых кортах. С 2025 года турнир относится к серии ATP 500 с турнирной сеткой, рассчитанной на 32 участника в одиночном разряде и 16 пар и призовым фондом более 3 миллионов долларов.

## История
Мужской турнир был перенесён в Даллас из Юниондейла, штат Нью-Йорк, где проводился ранее и был известен как Открытый чемпионат Нью-Йорка. Турнир Dallas Open 2022 ознаменовал возвращение турнира ATP в Даллас, поскольку последний Открытый чемпионат Далласа проводился в 1983 году. С 2022 года турнир относился к серии ATP 250 с призовым фондом около 760 тысяч долларов и турнирной сеткой, рассчитанной на 28 участников в одиночном разряде и 16 пар. В 2025 году турнир был повышен до уровня ATP 500. Соревнование проводится в Ford Center at The Star.
Победители и финалисты
За четыре проведённых турнира в Далласе с 2022 по 2025 года победителями соревнований в одиночном разряде становились три разных теннисиста, двое из них американцы Райли Опелка и Томми Пол. Из восьми финалистов, только три были не американцами. Из десяти сыгранных сетов в финалах одиночного разряда, семь завершились тай-брейком.
В парном разряде также во всех розыгрышах с 2022 по 2025 года были разные победители.

## Финалы турнира
| Год  | Чемпион         | Финалист        | Счёт                  |
| ---- | --------------- | --------------- | --------------------- |
| 2025 | Денис Шаповалов | Каспер Рууд     | 7-6(5) 6-3            |
| 2024 | Томми Пол       | Маркос Гирон    | 7-6(3) 5-7 6-3        |
| 2023 | У Ибин          | Джон Изнер      | 6-7(3) 7-6(4) 7-6(12) |
| 2022 | Райли Опелка    | Дженсон Бруксби | 7-6(5) 7-6(3)         |

| Год  | Чемпионы                         | Финалисты                       | Счёт              |
| ---- | -------------------------------- | ------------------------------- | ----------------- |
| 2025 | Эван Кинг Кристиан Харрисон      | Ариэль Беар Роберт Галлоуэй     | 7-6(4) 7-6(4)     |
| 2024 | Макс Пёрселл Джордан Томпсон     | Уильям Блумберг Ринки Хидзиката | 6-4 2-6 [10-8]    |
| 2023 | Майкл Винус Джейми Маррей        | Натаниэл Ламмонс Джексон Уитроу | 1-6 7-6(4) [10-7] |
| 2022 | Марсело Аревало Жан-Жюльен Ройер | Ллойд Гласспул Харри Хелиёваара | 7-6(4) 6-4        |